# Alain Colmerauer
Alain Colmerauer (Carcasona, 24 de enero de 1941 - Marsella, 12 de mayo de 2017), ingeniero en computación y profesor universitario francés, fue uno de los creadores del lenguaje de programación Prolog.

## Biografía
Alain Marie Albert Colmerauer estudió en el Instituto Politécnico de Grenoble Ensimag. Más tarde, obtuvo el título de doctor por la Universidad de Grenoble con una tesis sobre el análisis sintáctico de los lenguajes de programación. Tras una estancia científica en Montreal, trabajó sobre los sistemas de traducción automática, en especial del inglés al francés. Inventó el llamado sistema Q, primer paso hacia el nacimiento del lenguaje Prolog.
Fue profesor de la Universidad del Mediterráneo, la Aix-Marseille II, y continuó sus trabajos en los equipos de procesamiento de lenguajes, como la gramática de la metamorfosis. Desarrolló el lenguaje Prolog con su colega Philippe Roussel a partir de 1972, creando la base de la nueva Programación lógica.
Alrededor de 1980, fue uno de los asesores principales del proyecto japonés para equipos de 5ª Generación, la conocida como 5G, lo que le llevaría al desarrollo del Prolog de Ehud Shapiro. A continuación, creó Prolog III y, más tarde, centrándose cada vez más en la programación con restricciones, Prolog IV (1996) y la lógica de la programación con restricciones.
Estudió luego cuestiones más teóricas en relación con la informática cuántica y la lógica del primer orden.
Murió el 12 de mayo de 2017 en Marsella.

## Distinciones
- Pomme d'or de Software en 1982, otorgado por Apple Francia por la implementación de Prolog II en un Apple II (premio compartido con Henry Kanoui y Michel Van Caneghem.
- Premio 1984 del Consejo regional de la región de Provence-Alpes-Côte d'Azur.
- Premio Michel Monpetit 1985, expedido por la Academia de Ciencias de Francia.
- Caballero de la Legión de honor en 1986.
- Miembro asociado de la Asociación estadounidense de inteligencia artificial, 1991.
- Correspondiente (editor asociado) de la Academia de Ciencias de Francia en la sección de Matemáticas.

## Publicaciones
- Alain Colmerauer, Henry Kanoui et Michel Van Caneghem, Prolog bases théoriques et développements actuels, Techniques et Science Informatiques, vol. 2, número 4, 1983.
- Frédéric Benhamou, Alain Colmerauer, Constraint Logic programming, Selected Research., MIT Press, 1993